# Edward Cullinan
Edward Horder Cullinan, más conocido como Ted Cullinan (Islington, Londres, 17 de julio de 1931-11 de noviembre de 2019), fue un arquitecto británico galardonado con la Orden del Imperio Británico. 

## Biografía
Fue educado en la Universidad de Cambridge, la escuela independiente Architectural Association School of Architecture y la Universidad de California en Berkeley antes de trabajar para Denys Lasdun, donde diseñó la residencia de estudiantes de la Universidad de Anglia del Este. 
En 1965 fundó Edward Cullinan Arquitectos. Entre sus proyectos destacó el Centro de Visitantes de Fountains Abbey, terminado en 1992; el Centro de Ciencias Matemáticas de la Universidad de Cambridge, terminado en 2000; y el Weald y Downland Gridshell, de 2002, que fue nominado para el Premio Stirling. 
Fue profesor visitante en la Universidad de Nottingham, y fue galardonado con otros cuatro profesores en La Bartlett (1978-79), la Universidad de Sheffield (1985-87), el Instituto Tecnológico de Massachusetts (1985) y la Universidad de Edimburgo (1987-1990). También fue galardonado con la medalla de oro de la Royal Institute of British Architects (RIBA) en 2008.
Falleció el 11 de noviembre de 2019 a la edad de 88 años mientras dormía.